# یئونیل
یئونیل (به لاتین: Yeonil) یک منطقهٔ مسکونی در کره جنوبی است که در جئونسانگبوک-دو واقع شده‌است. یئونیل ۳۶٫۰۱ کیلومتر مربع مساحت و ۳۴٬۵۶۰ نفر جمعیت دارد.